# Upper Makefield Township
Upper Makefield Township est un township, situé dans le comté de Bucks, en Pennsylvanie, aux États-Unis,. En 2010, le township comptait une population de 8 190 habitants. Le siège du township est situé à Newtown.

## Démographie
Lors du recensement de 2010, le township comptait une population de 8 190 habitants. Elle est estimée, en 2016, à 8 392 habitants.

### Source de la traduction
- (en) Cet article est partiellement ou en totalité issu de l’article de Wikipédia en anglais intitulé « Upper Makefield Township, Bucks County, Pennsylvania » (voir la liste des auteurs).